# Въоръжени сили на Швеция
Въоръжените сили на Кралство Швеция (на шведски: Försvarsmakten – Отбранителна сила) са натоварени по конституция със защитата на суверенитета и териториалната цялост на Швеция. Формално начело стои кралят, но тази му роля е сведена до чисто церемониални функции. Най-висшестоящият офицер е Висшият командващ (överbefälhavaren – ÖB), единственият офицер с чин генерал (или адмирал), освен краля), подчинен на министъра на отбраната, а чрез него на министър-председателя. Въоръжените сили включват четири основни вида въоръжени сили и допълнителни структури на централно подчинение.

## Структура
Видовете въоръжени сили са Армия (Armén, сухопътни войски), Военна авиация (Flygvapnet, военновъздушни сили), Военноморски сили (Marinen) и Териториална отбрана – Национални сили за защита (Hemvärnet – nationella skyddsstyrkor). Към тях на подчинение на Генералния щаб спадат и две самостоятелни организации – Военна служба за разузнаване и сигурност (Militära underrättelse- och säkerhetstjänsten – MUST) и Военномедицинската служба (буквално службата е именувана Генерален лекар на Отбранителната сила – Generalläkaren – GL). Освен въоръжените сили, на подчинение на Департамента (министерството) на отбраната са и четири цивилни организации – Военнотехническата администрация (Försvarets materielverk – FMV), отговаряща както за обществените поръчки и договарянето с компании от шведския и чуждестранни ВПК за закупуването и поддръжката на военна техника, така и за експортния контрол на шведска военна продукция, след като специализираната за това служба се влива в FMV на 1 януари 2016 г.), Наборната администрация за тотална отбрана (Totalförsvarets rekryteringsmyndighet – TRM, поддържаща военномобилизационните регистри и отговаряща за набирането на професионални военнослужещи за въоръжените сили), Отбранително учреждение за радионаблюдение (Försvarets radioanstalt – FRA, разузнавателна служба за радиотехническо наблюдение и радиопрехват, както и контраразузнавателна служба за защита от кибератаки, службата действа както в интерес на отбраната, така и на шведското правосъдие, заради което отговаря за прилагането на специални разузнавателни средства в криминални разследвания), Научен институт за тотална отбрана (Totalförsvarets forskningsinstitut – FOI, обединява научноизследователските учреждения на отбраната). Организацията за гражданска защита и готовност (Myndigheten för samhällsskydd och beredskap – MSB) и паравоенната Брегова охрана (Kustbevakningen – KBV) са на двойно подчинение на Департамента на правосъдието (шведското вътрешно министерство) и Департамента на отбраната, но формално са ресори на вътрешното министерство.

### Департамент на отбраната
Департаментът на отбраната (на шведски: Försvarsdepartementet – FöD) е шведското министерство, част от правителството, отговарящо за гражданския контрол върху въоръжените сили и провеждането на държавната политика в сферата на отбраната. Създадено е на 1 юли 1920 г. със сливането на Департамента на наземната отбрана и департамента на морската отбрана. Начело на департамента стои Министърът на отбраната, подчинен на Министър-председателя на Кралство Швеция. С функциите едновременно на заместник-министър н аотбраната и главен секретар на отбраната и ранг равен на Висшия командващ е титулярът на поста Генерален директор на Департамента на отбраната (Generaldirektör). Номинален върховен главнокомандващ е Негово Величество кралят на Швеция Карл XVI Густав. На подчинение на министерството са следните структури:
- Отбранителна сила (Försvarsmakten, въоръжените сили на Кралство Швеция)
- Материална агенция на отбраната (Försvarets materielverk)
- Наборна организация за тотална отбрана (Totalförsvarets rekryteringsmyndighet)
- Радиотехническа служба на отбраната (Försvarets radioanstalt)
- Научноизследователски институт за тотална отбрана (Totalförsvarets forskningsinstitut)

### Висша квартира на отбраната
Висшата квартира (на шведски: Högkvarteret – HKV), интегрирана в Департамента на отбраната, е висшият военен стратегически ръководен орган. В действителност наименованието Висша квартира на Отбранителната сила е въведено за разграничение, тъй като в историята на шведските въоръжени сили съществува друг команден орган, наричан именно Генерален щаб (на шведски: Generalstaben). Tой съществува от 1873 до 1937 г. и е орган по-скоро натоварен със спомагателни функции, като академичното обучение на висшия офицерски състав и топографската служба. През 1937 г. е заменен от Щаб на отбраната (Försvarsstaben), който просъществува до 1994 г. Тогава с оглед на завършилата Студена война в ход са поставени кардинални военни реформи. Дотогавашните щабове на видовете въоръжени сили (Arméstaben, Flygstaben, Marinstaben) са преструктурирани в отдели на новия висш команден орган.
Оглавява се от единствения шведски висш офицер (освен краля) със звание с четири звезди (генерал / адмирал). Длъжността му е на Висш командващ (на шведски: Överbefälhavare). Настоящ титуляр е генерал Микаел Бюден. В организационно отношение Висшата квартира е съставена от четири главни отдела и спомагателни организации:
- Главни отдели:
  - Команден щаб (Ledningsstaben (LEDS)), оглавяван от Началник-щаба на Висшата квартира. Настоящ титуляр е генерал-лейтенант Денис Гюленспоре.
    - Команден отдел (Ledningsavdelningen (LEDS LED))
    - Планов и икономически отдел (Planerings- och ekonomiavdelningen (LEDS PLANEK))
    - Главен офицер по информацията (Chief Information Officer (LEDS CIO), всъщност цивилен служител)
    - Международен отдел (Internationella avdelningen (LEDS INT))
    - Отдел за стратегическо планиране (Inriktning- och planeringsavdelningen (LEDS INRI)), контраадмирал Йонас Хагрен.
    - Отдел за оперативно планиране (Verksamhetsutvecklingsavdelningen (LEDS VHU))
    - Отдел за управление на текущи проекти (LEDS PRIO))

  - Продуктово командване (Produktionsledningen (PROD)). Всъщност най-правилно името на отдела може да бъде посочено като „Отдел за бойна подготовка и боеготовност“. Оглавявано е от Шефа на Продуктовото командване (Produktionsledningens chef). Настоящ титуляр е генерал-лейтенант Андеш Силвер. Отговаря както за бойната подготовка на личния състав, така и за техническата поддръжка на въоръжението, оборудването и инфраструктурата. Шефът е подчинен директно на Висшия командващ и на подчинение на този отдел е цялата мирновременна административна организация на въоръжените сили, със своите гарнизони, полкове, авиофлотилии и флотилии, училища и центрове. Съставен е от шест отдела, които представляват четирите основни вида въоръжени сили, логистиката и системите за свръзка и управление на силите.
    - Армейски шеф (Arméchef, генерал-майор Андеш Бренстрьом)
    - Военновъздушен шеф (Flygvapenchef, генерал-майор Матс Хелгесон)
    - Военноморски шеф (Marinchef, контраадмирал Йенс Нюквист)
    - Шеф на отбраната на страната(Rikshemvärnschef, бригаден генерал Роланд Екенберг)
    - Шеф на отбранителната логистика (Försvarslogistikchef, контраадмирал Томас Енгевал)
    - Шеф на системата за командване (Ledningssystemchef, бригаден генерал Лена Халин)

  - Оперативно командване (Insatsledningen (INS)). Оглавявано е от Шефа за оперативно командване (Chefen för Insatsledningen). Настоящ титуляр е вицеадмирал Ян Тьорнквист. Оперативното командване отговаря за задграничните мисии и управлението на военни операции, като наблюдението на въздушното пространство и бойното дежурство по еър полисинг, морския суверенитет, оказване на помощ на населението при бедствия, аварии и извънредни ситуации и т.н. То включва:
    - Оперативен щаб (Insatsstaben (INSS)) за операциите, провеждани съвместно от видовете въоръжени сили. Начело е Заместник-шефа на Оперативното командване (Ställföreträdande Insatschef) генерал-майор Берндт Грундевик.
      - На Оперативния щаб са подчинени четирите военни региона. Всеки от тях представлява щаб, който отговаря както за съвместните военни операции на видовете въоръжени сили в поверената му зона, така и за операциите по помощ на населението при бедствия и аварии и координация с полицията, пожарната, гражданска защита и бърза помощ. Поради функциите по помощ на населението при бедствия и аварии щабовете на четирите военни региона са разположени в четири полка на сухопътните войски и техните командири съвместяват и функциите на командващи съответните военни региони, но те не са структури на сухопътните войски, а съвместни формирования:
        - Военен регион Юг (Militärregion Syd) – щаб в 7-и Брониран полк „Южна Скания“ в Ревинге, шеф е полковник Щефан Смедман, командир на полка. Покрива провинциите Скания, Блекинге, Кроноберг, Йоншьопинг, Калмар и Източен Готлан.
        - Военен регион Запад (Militärregion Väst) – щаб в 4-ти Брониран полк „Скарабур“ в Шьовде, шеф е полковник Фредрик Щоолберг, командир на полка. Покрива провинциите Западен Готлан, Халан, Йоребру и Вермлан.
        - Военен регион Център (Militärregion Mitt) – щаб в Лейбгвардейския полк в Кунгсенген, северно от Стокхолм, шеф е полковник Критер Тищам, командир на полка. Покрива столицата Стокхолм и провинциите Упсала, Шьодерманлан, Готлан, Вестманлан, Даларна и Гевлебур.
        - Военен регион Север (Militärregion Nord) – щаб в 19-и Пехотен полк „Северна Ботния“ в Буден, шеф е полковник Микаел Фрисел, командир на полка. Покрива провинциите Северна Ботния, Западна Ботния, Йемтлан и Западен Норлан.

    - Армейски тактически щаб (Armétaktiska staben (ATS)) за операциите, провеждани от сухопътните войски. Начело е бригаден генерал Щефан Андерсон.
    - Военновъздушен тактически щаб (Flygtaktiska staben (FTS)) за операциите, провеждани от военновъздушните сили. Начело е бригаден генерал Габор Наги.
    - Военноморски тактически щаб (Marintaktiska staben (MTS)) за операциите, провеждани от военноморските сили. Начело е вицеадмирал Ян Тьорнквист.
    - Командване на специалните подразделения (Specialförbandsledningen) за специалните операции. Начело е бригаден генерал Урбан Молин.

  - Военна служба за разузнаване и сигурност (Militära underrättelse- och säkerhetstjänsten (MUST)). Начело е генерал-майор Гунар Карлшон.
    - Офис за разузнаване (Underrättelsekontoret (UNDK)), анализира придобитата информация
    - Офис за сигурност (Säkerhetskontoret (SÄKK)), военно контраразузнаване
    - Офис за специално разузнаване (Kontoret för särskild inhämtning (KSI)), придобива информация чрез агентурни източници
- Други отдели, оглавявани от цивилни служители. Повечето са наричани щабове, но всъщност включват цивилен персонал. Те са както следва:
  - Отдел „Персонал“ (Personalstaben (PERSS))
  - Икономически отдел (Ekonomistaben (EKS))
  - Юридически отдел (Juridiska staben (JURS))
  - Информационен отдел (Informationsstaben (INFOS)), връзки с обществеността
  - Отдел „Вътрешна ревизия“ (Internrevisionen (REV))
  - Отдел „Инспекция по сигурността“ (Säkerhetsinspektionen (SÄKINSP)), защита на класифицирана информация
  - Генерален лекар на въоръжените сили (Generalläkaren (GL))

### Подразделения и служби на централно подчинение
С реформения акт на отбраната от 1992 г., влязъл в сила от 1 юли 1994 г., са премахнати видовете въоръжени сили като самостоятелни разпоредители с бюджетни средства и собствени оперативни щабове и командвания. На тяхно място се запазват Армията, ВВС, ВМС и Отечествената гвардия, но като категории сили, а тиловите им и свързочните подразделения са обединени и поставени на централно подчинение на Висшата квартира. Тази организация се запазва, като последната по-голяма реорганизация е свързана с извеждането на силите за специални операции от Армията в командване на централно подчинение, на което оперативно са подчинени и подразделения за поддръжка като авиационен и морски транспорт, свръзка и логистика. Някои от подразделенията на централно подчинение са включени административно в подразделения на Армията, ВВС и ВМС, като Киноложката служба, военните оркестри и Центъра за подготовка за международни операции например, които са общи за видовете сили, но са прикрепени към Лейбгвардейския полк, или Центъра за военноморска медицина и водолазна подготовка, прикрепен към Военноморското училище.
Подразделения на централно подчинение:
- Отряд за телекомуникационни и информационни системи на Отбранителната сила (Försvarsmaktens telekommunikations- och informationssystemförband (FMTIS)) (Йоребру)
  - Щаб и служби на централно подчинение
  - Подразделение за развитие на системата (Anläggningsenheten)
  - Отряд за защита на информационните технологии (IT-försvarsförbandet – ITF)
  - Общо свързочно подразделение Стокхолм (Genomförandeenhet Stockholm)
  - Общо свързочно подразделение Север (Genomförandeenhet norr)
  - Общо свързочно подразделение Център (Genomförandeenhet mitt)
  - Общо свързочно подразделение Запад (Genomförandeenhet väst)
  - Общо свързочно подразделение Юг (Genomförandeenhet syd)
- Логистична служба на Отбранителната сила (Försvarsmaktens logistik – FMLOG) (Стокхолм)
  - Щаб
  - 1-ви Елемент за национална поддръжка Запад (1. NSE Väst)
  - 2-ри Елемент за национална поддръжка Запад (2. NSE Syd)
  - 3-ти Елемент за национална поддръжка Запад (3. NSE Nord)
  - 4-ти Елемент за национална поддръжка Запад (4. NSE Mitt)
  - Част за съхранение на документация (Dokumenthanteringsenheten)
- Техническо училище на Отбранителната сила' (Försvarsmaktens tekniska skola (FMTS) (Халмщад)
- Медицински център на Отбранителната сила (Försvarsmedicincentrum (FömedC) (Гьотеборг)
- Команден полк (Ledningsregementet (LedR) (Еншьопин)
  - 11-и Команден батальон (11. Ledningsplatsbataljonen)
  - 12-и Свързочен батальон(12. Sambandsbataljonen)
  - 13-и Батальон за радиоелектронна война (13. Telekrigbataljonen)
  - Част за поддръжка за радиоелектронна война (Telekrigs stödenhet)
  - Отряд за психологически операции (Psyopsförband)
  - Метеорологичен и океанографски център на Отбранителната сила (Försvarsmaktens meteorologiska och oceanografiska centrum, METOCC)
- Обозен полк (Trängregementet (TrängR) (Шьовде)
  - 1-ви Логистичен батальон (Första logistikbataljonen (1. Logbat))
  - 2-ри Логистичен батальон (Andra logistikbataljonen (2. Logbat))
  - 2 роти за медицинска поддръжка (2 Sjukvårdsförstärkningskompanier)
  - Рота за контрол на транспорта (Movconkompaniet)

### Командване на специалните сили (Specialförbandsledningen(SFL))
- Група за специални операции (Särskilda operationsgruppen (SOG)) (Калшбур)
- Група за авиационна поддръжка на специални операции (Air task unit SF (ATU SF)) (Tp 84 Hercules в състава на 7-а Авиофлотилия в авиобаза Сотенес)
- Специална вертолетна група (Särskilda helikoptergruppen (SHG)) (в състава на Вертолетната флотилия в авиобаза Малмен)
- Част за морски транспорт (Sjötransportenheten (STE))
- Част за специална свръзка (Särskilda Sambandsenheten (SSE))
- Секция за оперативна техника (Sektionen för operativ teknik (SOT))

### Армия
Шведската армия (Armén) е сухопътният вид въоръжени сили на Кралство Швеция. В самия край на Студената война е с численост над 300 000 бойци, към които във военно време се прибавят още около 350 000 бойци от Отечествената гвардия. Мобилните сили на редовната войска основно са били формирани в осем армейски дивизии в петте военни окръга (във военно време всяка с между 2 и 4 бригади) и 18-а Бронирана бригада във Военно командване Готлан. Към 1991 г. основните сили на армията са организирани както следва:
- Горен северен военен окръг (Övre Norrlands militärområde ('Milo ÖN) (Буден)
  - 15-а Дивизия (15.Fördelningen) (Буден)
- Долен северен военен окръг (Nedre Norrlands militärområde (Milo NN) (Йостерсунд)
  - 12-а Дивизия (12.Fördelningen) (Йостерсунд)
- Централен военен окръг (Mellersta militärområdet (Milo M) (Щренгнес)
  - 4-та Дивизия (4.Fördelningen) (Щренгнес)
  - 14-а Дивизия (14.Fördelningen) (Линшьопин)
- Южен военен окръг (Södra militärområdet (Milo S) (Кристианщад)
  - 11-а Дивизия (11.Fördelningen) (Кристианщад)
  - 13-а Дивизия (13.Fördelningen) (Хеслехолм)
- Западен военен окръг (Västra militärområdet (Milo V) (Шьовде)
  - 1-ва Дивизия (1.Fördelningen) (Халмстад)
  - 3-та Дивизия (3.Fördelningen) (Шьовде)
- Военно командване Готлан (Gotlands Millitärkomando (GMK)) (Висбю)
  - 18-а Бронирана бригада (Pansar brigad 18 (PB 18)) (Висбю)

Във всеки военен окръг освен армейски има и военновъздушни и военноморски съединения, както и окръзи за отбрана.
Освен това лекопехотни егерски батальони за асиметрични бойни действия, бой в градски условия, в тежък терен и за разузнаване за били на дивизионно и окръжно подчинение, а армията е разполагала и със собствена авиация. Армейският резерв е организиран в Сили за локална отбрана (Lokalförsvarsförband), по същество първи резерв, на свой ред в Отбранителни окръзи (Försvarsområde) с ранг на полкове към военните окръзи (между 3 и 8 на окръг). Те включват около 90 батальона и до 500 самостоятелни роти от типовете: Батальони за локална отбрана (Lokalförsvarsbataljoner – тип 69-а година, тип 86-а година, тип Северен и тип Южен), Велосипедни пехотни батальони (Cykelskyttebataljoner – тип 69-а година), Велосипедни пехотни роти (Cykelskyttekompanier – тип 69-а година), Гаубични роти (Haubits kompanier), Позиционни артилерийски роти (Värnkompanier), Зенитно-артилерийски роти (Luftvärnskompanier) и Инженерни роти (Ingenjör kompanier). Отечествената гвардия (Hemvärnet), по същество втори резерв, включваща по-възрастните резервисти, е организирана също на териториален принцип във взводове и отделения за съответните малки градчета и села, които са подчинени на Отбранителните окръзи.
След края на Студената война и намалялото напрежение между бившите лагери, тези сили кардинално са редуцирани и реорганизирани, за да се стигне до днешното им състояние, при което редовната армия се състои основно от два бригадни комплекта, а Отечествената гвардия от 40 батальона, или общо около 50 000 бойци. С проведената дълбока реформа от 1994 г. на практика се премахват видовете въоръжени сили като отделни организации със свои собствени устави и бюджети. Армията, ВВС, ВМС и Отечествената гвардия се вливат в Отбранителната сила, свързочните и логистичните подразделения са обединени, а армейската и военноморската авиация, заедно с вертолетната авиация на ВВС са отделени във Вертолетна флотилия, по-късно включена изцяло в състава на ВВС.
Шведската армия е организирана в полкове, които не са общовойскови подразделения, а играят ролята на центрове за бойна и специализирана подготовка на подчинените им батальони и роти, поддръжка на тяхната техника, поддръжка на инфраструктурата и оказване на поддръжка на гражданските власти и населението при извънредни ситуации, бедствия и аварии. Отделните родове войски имат определен полк, който отговаря за подготовката им, с изключение на механизираните подразделения, които имат три полка. Два от полковете развръщат механизирани бригади във военно време, всяка с по четири щаба на батальонни бойни групи. В мирно време бригадните щабове са подчинени на съответните армейски полкове. Свързочните и тиловите подразделения са подчинени директно на Висшата квартира. След реформата от 1994 г. армията вече представлява не вид въоръжени сили, а категория войски и на Армейския тактически щаб административно са подчинени следните подразделения:

#### Армейски тактически щаб
Армейски тактически щаб (Arméns taktiska stab (ATS)) (В Стокхолм, начело с бригаден генерал Щефан Андешон)
- 4-ти Брониран полк „Шарабурски полк“ (Skaraborgs regemente (P 4)) (Шьовде)
  - 2-ри Бригаден щаб (2. brigadstaben)
  - 18-а (батальонна) Бойна група (18. stridsgruppen)
  - 41-ви Механизиран батальон (41. mekaniserade bataljonen)
  - 42-ри Механизиран батальон (42. mekaniserade bataljonen)
  - 2-ра Бригадна разузнавателна рота (2. brigadunderrättelsekompani)
  - 1-ва Тежкотранспортна рота (1. tungtransportkompaniet)
- 19-и Пехотен полк „Северноботнически полк“ (Norrbottens regemente' (I 19)) (Буден)
  - 3-ти Бригаден щаб (3. brigadstaben)
  - 191-ви Механизиран батальон (191. mekaniserade bataljonen)
  - 192-ри Механизиран батальон (192. mekaniserade bataljonen)
  - 193-ти Егерски батальон (лек) (193. jägarbataljonen (lätt))(Арвидсяур)
  - 3-та Бригадна разузнавателна рота (3. brigadunderrättelsekompani)
- 7-и Брониран полк „Южноскански полк“ (Södra skånska regementet (P 7)) (Ревингехед)
  - 71-ви Механизиран батальон (71. mekaniserade bataljonen)
  - 72-ри Механизиран батальон (72. mekaniserade bataljonen)
- Лейбгвардейски полк (Livgardet (LG)) (Кунгсенген)
  - 10-и Лейбгвардейски батальон (10. livbataljonen)
  - 11-и Батальон военна полиция (11. militärpolisbataljonen)
  - 12-и Моторизиран стрелкови батальон (12. motoriserade skyttebataljonen)
  - 13-и Батальон за сигурност (13. säkerhetsbataljonen)
- 3-ти Кавалерийски полк „Лейбхусарски полк“ (Livregementets husarer (K 3)) (Калшбур)
  - 31-ви Лек стрелкови батальон (31. lätta skyttebataljon)
  - 32-ри Разузнавателен батальон (32. underrättelsebataljonen)
  - Парашутно училище (Fallskärmsjägarskolan (FJS))
- 9-и Артилерийски полк (Artilleriregementet (A 9) (Буден)
  - 91-ви Артилерийски батальон (91. artilleribataljon)
  - 92-ри Артилерийски батальон (92. artilleribataljon)
  - Артилерийско бойно училище (Artilleriets Stridsskola (ArtSS))
- 6-и Противовъздушен полк (Luftvärnsregementet (Lv 6)) (Халмщад)
  - 61-ви Противовъздушен батальон (61. luftvärnsbataljonen)
  - 62-ри Противовъздушен батальон (62. luftvärnsbataljonen)
  - Бойно противовъздушно училище (Luftvärnets Stridsskola (LvSS))
- 2-ри Инженерен полк „Готски полк“ (Göta ingenjörregemente (Ing 2)) (Екшьо)
  - 21-ви Инженерен батальон (21. ingenjörsbataljonen)
  - 22-ри Инженерен батальон (22. ingenjörsbataljonen)
  - Училище за полева работа (Fältarbetsskolan (FarbS))
- Защитен център за тотална отбрана (Totalförsvarets skyddscentrum) (Юмео)
  - 1-ва Рота за ядрена, радиологична, химическа и биологическа защита (1. CBRN-kompaniet)
- Наземно бойно училище (Markstridsskolan (MSS)) (Шьовде и Кварн)
  - Част за зимна подготовка на въоръжените сили (Försvarsmaktens vinterenhet (FMVE)) (Арвидсяур, прикрепена към 193-ти Егерски батальон (лек))
  - Централно бойно училище (Stridsskola Mitt (SSM)) (Кварн)
  - Южно бойно училище (Stridsskola Syd (SSS)) (Шьовде)

### Военновъздушни сили
Военновъздушните сили на Кралство Швеция (Svenska flygvapnet) са авиационният компонент на Отбранителната сила. По данните на специалисти в годините непосредствено след края на Втората световна война по абсолютен брой на бойни самолети Швеция заема четвърто място в света, непосредствено след СССР, САЩ и Великобритания. В годините на студената война страната запазва мощни ВВС като важен компонент от политиката на въоръжен неутралитет, като страната произвежда сама модерни за времето си реактивни изтребители, в който процес основно участват най-големите шведски индустриални компании като SAAB (ръководеща цялостната разработка на самолетите), Volvo (разработваща реактивни двигатели) и Ericsson (разработваща радиотехническото оборудване). В резултат на това сътрудничество се появяват изтребителите SAAB 29 Tunnan (Бъчва, поради характерната си аеродинамична компановка), SAAB 32 Lansen (Копие), SAAB 35 Draken (Дракон), SAAB 37 Viggen (Светкавица), SAAB 39 Gripen (Грифон) и реактивния учебно-тренировъчен SAAB 105, както и леки витлови самолети като SAAB 17 Safari, използвани за начална летателна подготовка във ВВС и за коректировка на артилерийската стрелба в армейската авиация. Като политика за гарантирне на своя неутралитет и териториална цялост, притиснато между двата враждуващи лагера през Студената война, кралството дори разработва своя ядрена програма и ядрен бомбардировач SAAB A36. Разработката на А36 е прекратена през 1964 г. поради високата стойност на серийното производство (около 400 милиона шведски крони), а през 1966 г. е взето и политическото решение да не се разработва ядрено оръжие. Страната подписва Договора за неразпространение на ядрено оръжие и програмата окончателно е закрита през 1972 г. Друг нереализиран проект за шведски реактивен боен самолет е този за двудвигателния специализиран щурмовик и реактивен учебно-боен самолет SAAB A/Sk 38. Шведската доктрина за бойно използване на ВВС е станала легендарна в целия свят поради своята характерна особеност за оперативно разсейване на силите в случай на въоръжен конфликт, заедно с използването на резервен персонал, като основна част от състава на ВВС. Това налага оптимизирането на бойната техника за използване от военновременни полеви летища и простота на обслужването като необходими условия при разработката на бойни самолети. В случай на война бойната авиация се евакуира от основните авиобази на повече на 140, добре прикрити и замаскирани полеви летища, които използват подсилени и разширени участъци от шосейната мрежа като писти за излитане и кацане. Така изтребителната авиация се е предвиждало да действа позвенно (в групи от по 4 – 8 самолета от всяко такова военновременно летище), на „партизански“ принцип в рамките на интегрираната командно-информационна система STRIL 60 (Stridsledning och Luftbevakning år 60, система за „Бойно управление и наблюдение на въздушното пространство“ модел 1960 година, приета на въоръжение тогава и претърпяла множество изменения и подобрения в периода на своята експлоатация, до замяната ѝ със STRIL 90 през 90-те години). По нея Централния команден пункт на ВВС е в непрекъсната връзка и обмен на информация със секторите за въздушна отбрана (по един във всеки военен окръг, 7, през 1990 г. намалени на 6) и с груповите командни центрове за въздушна отбрана във всеки сектор. С генерираната информация за оперативната обстановка са захранвани тези военновременни авиобази, чиито командири разполагат така с висока степен на ситуационна увереност. Тази система гарантира висока оперативна гъвкавост и случай на пълномащабен военен конфликт дори в случай на изваждане от строя на главния и запасните командни центрове на ВВС, командните функции се запазват надолу по командната верига. Планът за изграждане на силите, приет от правителството през 1987 г. предвижда следния състав на ВВС:
- Изтребителни дивизиони, въоръжени с JA 37 (7 ескадрили)
- Изтребителни дивизиони, въоръжени с J 35 (4 ескадрили)
- Ударни дивизиони, въоръжени с AJ 37 (5,5 ескадрили, едната е и учебна и половината ескадрила е въоръжена с учебно-бойни Sk 37)
- Леки ударни дивизиони, въоръжени с SK 60 (4 ескадрили)
- Батальони за бойно управление и летищно обслужване (44 батальона)

В шведските ВВС съществуват наименованията:
- ескадра, съответстващо на дивизия
- флотилия, съответстващо на полк
- дивизион, съответстващо на ескадрила
- група, съответстващо на звено
- Освен това командирите на висши авиофлотилии, отговарящи за противовъздушната отбрана на въздушен сектор по същество са командири на дивизии за ПВО, защото освен своята авиофлотилия, те командват подразделенията за бойно управление, радиолокационните подразделения, инфраструктурата в сектора, зенитно-ракетни дивизиони със ЗРК Блъдхаунд, а в някои случаи и допълнителна изтребителна флотилия.

Военновременна организация в края на Студената война:
Горен северен военен окръг (Övre Norrlands militärområde ('Milo ÖN) (Буден)
- Сектор за въздушна отбрана Горен север, под командването на командира на 21-ва Авиофлотилия в авиобаза Люлео – Калакс (Luftförsvarssektor Övre Norrland, F21 Luleå)
  - Батальони за бойно управление на силите
  - Батальони за обслужване на авиобази
  - 212-и Изтребителен дивизион (212.Jaktdivisionen/ F21) JA 37
  - 213-и Изтребителен дивизион (213.Jaktdivisionen/ F21) JA 37
  - 211-и Разузнавателен дивизион (211.Spanningsdivsionen/ F21) SF/SH 37

Долен северен военен окръг (Nedre Norrlands militärområde (Milo NN) (Йостерсунд)
- Сектор за въздушна отбрана Долен север, под командването на командира на 4-та Авиофлотилия в авиобаза Йостерсун – Фрьосьон (Luftförsvarssektor Nedre Norrland, F4 Östersund)
  - Батальони за бойно управление на силите
  - Батальони за обслужване на авиобази
  - 41-ви Изтребителен дивизион (41.Jaktdivisionen/ F4) JA 37
  - 42-ри Изтребителен дивизион (42.Jaktdivisionen/ F4) JA 37

Централен военен окръг (Mellersta militärområdet (Milo M) (Щренгнес)
- Сектор за въздушна отбрана Център, под командването на командира на 16-а Авиофлотилия в авиобаза Упсала (Luftförsvarssektor Mitt, F16 Uppsala)
  - Батальони за бойно управление на силите
  - Батальони за обслужване на авиобази
  - 131-ви Изтребителен дивизион (131.Jaktdivisionen/ F13 Norrköping): JA 37
  - 132-ри Разузнавателен дивизион (132.Spaningstdivisionen/ F13 Norrköping): SF/SH 37
  - 161-ви Изтребителен дивизион (161.Jaktdivisionen/ F16 Uppsala) JA 37
  - 162-ри Изтребителен дивизион (162.Jaktdivisionen/ F16 Uppsala) JA 37

Южен военен окръг (Södra militärområdet (Milo S) (Кристианщад)
- Сектор за въздушна отбрана Юг, под командването на командира на 10-а Авиофлотилия в авиобаза Енгелхолм – Баркокра (Luftförsvarssektor Syd, F10 Ängelholm)
  - Батальони за бойно управление на силите
  - Батальони за обслужване на авиобази
  - 101-ви Изтребителен дивизион (101.Jaktdivisionen/ F10) J35J
  - 102-ри Изтребителен дивизион (101.Jaktdivisionen/ F10) J35J
  - 103-ти Изтребителен дивизион (101.Jaktdivisionen/ F10) J35J
  - 171-ви Изтребителен дивизион (171.Jaktdivisionen/ F17 Ronneby) JA 37
  - 172-ри Разузнавателен дивизион (172.Spaningsdivisionen/ F17 Ronneby) SF/SH 37

Западен военен окръг (Västra militärområdet (Milo V) (Шьовде)
- Сектор за въздушна отбрана Запад, под командването на командира на 7-а Авиофлотилия в авиобаза Сотенес, която всъщност е изтребително-бомбардировъчна авиофлотилия в състава на 1-ва Ударна ескадра (Luftförsvarssektor Väst, F7 Såtenäs)
  - Батальони за бойно управление на силите
  - Батальони за обслужване на авиобази

На директно подчинение на командващия ВВС
- 1-ва Ударна ескадра (1. Attackeskadern, щаб в Гьотеборг)
  - 61-ви Ударен дивизион (61. Attackdivisionen/ F6 Karlsborg) AJ 37 Viggen
  - 62-ри Ударен дивизион (61. Attackdivisionen/ F6 Karlsborg) AJ 37 Viggen
  - 71-ви Ударен дивизион (71. Attackdivisionen/ F7 Såtenäs) AJ 37 Viggen
  - 72-ри Ударен дивизион (71. Attackdivisionen/ F7 Såtenäs) AJ 37 Viggen
  - 151-ви Ударен дивизион (151. Attackdivisionen/ F15 Söderhamn) AJ 37 Viggen)
  - 152-ри Ударен дивизион (152. Attackdivisionen/ F15 Söderhamn) AJ 37 Viggen)
  - четири леки ударни дивизиона (lätta attackdivisioner) (SK 60B)
  - три разузнавателни дивизиона (spaningsdivisioner) (SF/SH 37 Viggen)*
  - пет леки разузнавателни авиогрупи (авиозвена) (spaningsflyggrupper (SK 60A/C)*
- на двойно подчинение на 1-ва Ударна ескадра и регионалните командвания на ВВС
- Тежък авиотранспортен дивизион (tung transportdivision) (TP 84 Hercules)
- 5 леки авиотранспортни дивизиона (lätta transportdivisioner)
- 5 леки авиотранспортни авиогрупи (авиозвена) (lätta transportflyggrupper)

След края на Студената война съставът на ВВС е редуциран кардинално, отпада и нуждата от силноразклонената командна структура. Секторите за въздушна отбрана са трансформирани в три военновъздушни командвания – Север, Център и Юг, а те са обединени в едно Въздушнотактическо командване. Множество авиационни подразделения са закрити и шведските ВВС остават с три изтребителни флотилии (7-а в Сотенес, 17-а в Ронеби и 21-ва в Люлео). От тях 7-а е учебна, отговаряща за бойната подготовка на шведски и чуждестранни пилоти – изтребители и така всъщност остават 17-а Флотилия в Ронеби в южната част на страната и 21-ва в Люлео в северната част на страната, всяка с по две многоцелеви ескадрили, изпълняващи изтребителни, ударни, щурмови и разузнавателни функции. С оглед на нарасналото напражение в Европа и приетият във връзка с това нов план за огранизационно развитие на въоръжените сили двете ескадрили в Сотенес, освен учебно-тренировъчните си функции, отново ще поемат и бойни задачи, което ще увеличи броя на бойните ескадрили от 4 на 6. По плановете на шведските ВВС изтребителен дивизион разполага с 14 машини, от които във всеки един момент в бойна готовност трябва да са не по-малко от 8. Останалите са за учебни задачи и за попълване на временно излезли от строя самолети. Така се стига до бройката от 98 изтребителя Грипен на въоръжение – 6 дивизиона по 14 машини плюс още един ескадрилен комплект от 14 машини като технически резерв от машини в капитални ремонти и модернизация.

#### Военновъздушен тактически щаб
Военновъздушен тактически щаб (Flygvapnets taktiska stab (FTS)) (В Стокхолм, начело с бригаден генерал Габор Наги)
- 7-а Въздушна флотилия „Скарабурска въздушна флотилия“ (Skaraborgs flygflottilj) (авиобаза Сотенес)
  - 11-и Боен въздушен дивизион (11. stridsflygdivisionen)
  - 12-и Боен въздушен дивизион (12. stridsflygdivisionen)
  - 14-и Транспортен и специален въздушен дивизион (14. transport- och specialflygdivisionen)
- 17-а Въздушна флотилия „Блекингска въздушна флотилия“ (Blekinge flygflottilj) (авиобаза Ронеби – Калинге)
  - 21-ви Боен въздушен дивизион (21. stridsflygdivisionen)
  - 22-ри Боен въздушен дивизион (22. stridsflygdivisionen)
- 21-ва Въздушна флотилия „Североботническа въздушна флотилия“ (Norrbottens flygflottilj) (авиобаза Люлео – Калакс)
  - 31-ви Боен въздушен дивизион (31. stridsflygdivisionen)
  - 32-ри Боен въздушен дивизион (32. stridsflygdivisionen)
- Вертолетна флотилия (Helikopterflottiljen) (авиобаза Линшьопин – Малмен)
  - 1-ви Вертолетен ескадрон (Första helikopterskvadronen) (авиобаза Люлео – Калакс, поддръжка на наземни операции)
  - 2-ри Вертолетен ескадрон (Andra helikopterskvadronen) (авиобаза Линшьопин – Малмен, поддръжка на наземни операции)
  - 3-ти Вертолетен ескадрон (Tredje helikopterskvadronen) (авиобаза Ронеби – Калинге, поддръжка на морски операции)
  - Специална вертолетна група (Särskilda helikoptergruppen) (авиобаза Линшьопин – Малмен, поддръжка на специални операции, административно подчинена на Вертолетната флотилия, оперативно – на Командването на специалните сили)
- 16-а Въздушна флотилия „Въздушно бойно училище“ (Luftstridsskolan) (авиобаза Упсала)
  - 52-ри Батальон за бойно управление и наблюдение на въздушното пространство (52. stridslednings- och luftbevakningsbataljon)[8]

### Военноморски сили
Военноморските сили (Marinen) формират морския компонент на силите за отбрана на Кракство Швеция. Депозитите на висококачествена желязна руда и въглища в Скандинавските планини превръщат Швеция сравнително рано в индустриална страна, непосредствено след водещите в това отношение Великобритания, Германия, Франция, Белгия, Бохемия и САЩ. Страната произвежда високотехнологична продукция на тежката промишленост като парни локомотиви, параходи, артилерия, военни кораби. Тази продукция е стимулирана и от политиката на въоръжен неутралитет. Като част от нея шведския флот разчита на тежковъоръжени кораби собствено производство за брегова отбрана. По степен на брониране и въоръжение те с пълна сила биха могли да бъдат наричани „джобни линкори“. До края на Втората световна война Кралските шведски ВМС следват световните тенденции във военноморското дело, без да изостават в технологично отношение. Корабите по тяхната корабостроителна програма отстъпват по размери на линейните кораби и крайцери на водещите военноморски сили по обективни причини. Те никога не са предвиждани да се противопоставят на ескадри от линейни кораби в Световния океан, а са конструирани да действат във водите на Балтийско море. Освен това силно пресеченото от заливи и острови шведско крайбрежие прави по-малките тежко бронирани и въоръжени кораби за брегова отбрана особено трудни за поразяване и в това отношение те в пълна степен изпълняват предназначението си на възпиращ фактор. В документи, станали известни след края на Втората световна война, става ясно, че Третия райх е разглеждал възможността да окупира Швеция заедно с Дания и Норвегия, но шведските кралски ВМС са един от основните възпиращи фактори.
След края на войната кралските шведски ВМС продължават да са съставени главно от сравнително големи за Балтийско море кораби, като разрушители и крайцери. Напредъкът в радиотехниката и управляемото въоръжение след войната обаче прави тези кораби много по-уязвими. Освен това сравнително богатата и индустриално развита Швеция все пак не може да се противопостави на икономическите възможности на двата враждуващи лагера в Студената война и нейният боен флот бързо изостава като количествено изражение, спрямо техните морски съединения. Традиционната шведска военна доктрина на въоръжен неутралитет по всички направления предвижда като основна заплаха за суверенитета ѝ стоварването на масиран морски десант по дългото ѝ крайбрежие. За това военноморските сили вземат решение в средата на 1970-те години за извеждането от експлоатация на големите надводни бойни кораби и преориентиране към боен флот, съставен основно от ракетни катери и корвети, дизелови подводници с по-малки размери, оптимизирани за операции в Балтийско море, торпедни и патрулни катери и брегови войски, съставени от ракетни и артилерийски подразделения. За отбрана на крайбрежието акцент се поставя и на минното дело, като в бреговите артилерийски бригади са развърнати миннозаградителни роти, във флота са включени значително количество кораби минни заградители, а военноморската авиация (съставена от вертолети Boeing Vertol 107 и Bell 206) отработва миниране от въздуха.
В самия край на Студената война шведските военноморски сили имат следния състав:
Горен северен военен окръг (Övre Norrlands militärområde (Milo ÖN) (Буден)
- покрива се от Военноморското командване на Северния бряг

Долен северен военен окръг (Nedre Norrlands militärområde (Milo NN) (Йостерсунд)
- Военноморско командване на Северния бряг (Norrlandskustens Marinkommando (MKN), ВМБ Херньосан)
  - Военноморски снабдителен батальон Север (Marinkommandounderhållsbataljon N)
  - Военноморско съединение (Flottan)
    - 5-и Дивизион патрулни катери (5. Patrulbåtsdivisionen)
    - 1-ви Дивизион минни кораби (1. Minkrigsavdelningen)
    - Вертолетен дивизион (Helikopterdivision)

  - Брегова артилерия (Kustartilleri)
    - Баражен батальон Холмьогад (Spärrbataljon Holmögadd)
    - Баражен батальон Хемшьо (Spärrbataljon Hemsö)
    - Баражен батальон Сундсвал (Spärrbataljon Sundsvall)
    - Баражен батальон Гевле (Spärrbataljon Gävle)
    - Мобилен баражен батальон (Rörlig spärrbataljon)
    - Мобилна баражна рота (Rörligt spärrkompani)
    - Брегова егерска рота (Kustjägarkompani)

Централен военен окръг (Mellersta militärområdet (Milo M) (Щренгнес)
- Военноморско командване на Източния бряг (Ostkustens Marinkommando, MKO) (ВМБ Мускьо)
  - Военноморски снабдителен батальон Изток (Marinkommandounderhållsbataljon Ost)
  - Батальони на военноморските бази (Basbataljoner)
  - Военноморско съединение (Flottan)
    - 2-ра Надводна ударна флотилия (2. Ytattackflottiljen)
    - 2-ри Дивизион минни кораби (2. Minkrigsavdelningen)
    - 1-ви Дивизион подводници (1. Ubåtsavdelningen)
    - 1-ви Вертолетен дивизион (1. Helikopterdivisionen)

  - Брегова артилерия (Kustartilleri)
    - 1-ва Брегова артилерийска бригада (Kustartilleri Brigad 1)
      - Баражен батальон Ротен (Spärrbataljon Roten)
      - Баражен батальон Архолма (Spärrbataljon Arholma)
      - Баражен батальон Сьодерарм (Spärrbataljon Söderarm)
      - Брегова егерска рота (Kustjägarkompani)

    - 2-ра Брегова артилерийска бригада (Kustartilleri Brigad 2)
      - Брегови артилерийски батальон (Kustartilleribataljon)
      - Баражен батальон Сандхамн (Spärrbataljon Sandhamn)
      - Мобилен баражен батальон (Rörlig spärrbataljon)
      - Мобилна баражна рота (Rörligt spärrkompani)
      - Брегова егерска рота (Kustjägarkompani)

    - 3-та Брегова артилерийска бригада (Kustartilleri Brigad 3)
      - Баражен батальон Орньо (Spärrbataljon Ornö)
      - Баражен батальон Мелщен (Spärrbataljon Mälsten)
      - Баражен батальон Аскьо (Spärrbataljon Askö)
      - Баражен батальон Бровикен (Spärrbataljon Bråviken)
      - Брегова егерска рота (Kustjägarkompani)

Южен военен окръг (Södra militärområdet (Milo S) (Кристианщад)
- Военноморско командване на Южния бряг (Sydkustens Marinkommando, MKS) (ВМБ Калскруна)
  - Военноморски снабдителен батальон Юг (Marinkommandounderhållsbataljon Syd)
  - Батальони на военноморските бази (Basbataljoner)
  - Военноморско съединение (Flottan)
    - 3-та Надводна ударна флотилия (3. Ytattackflottiljen)
    - 5-а Флотилия подводници (5. Ubåtsflottiljen)
    - 4-ти Дивизион минни кораби (4. Minkrigsavdelningen)
    - 3-ти Вертолетен дивизион (3. Helikopterdivisionen)

  - Брегова артилерия (Kustartilleri)
    - 4-та Брегова артилерийска бригада (Kustartilleri Brigad 4)
      - Баражен батальон Кунгшолмен (Spärrbataljon Kungsholmen)
      - Брегова ракетна батарея (Kustrobotbatteriet)
      - Мобилен баражен батальон (Rörlig spärrbataljon)
      - Мобилна баражна рота (Rörligt spärrkompani)
      - Брегова егерска рота (Kustjägarkompani)

    - 11-а Брегова артилерийска група (11. KA-gruppen)
      - Баражен батальон Калсхамн (Spärrbataljon Karlshamn)
      - Баражен батальон Ющад (Spärrbataljon Ystad)
      - Баражен батальон Трелебур (Spärrbataljon Trelleborg)
      - Баражен батальон Хелсинбур (Spärrbataljon Helsingborg)
      - Баражна рота Малмьо (Spärrbataljon Malmö)
      - Баражна рота Симрисхамн (Spärrkompani Simrishamn)
      - Мобилен баражен батальон (Rörlig spärrbataljon)
      - Мобилна баражна рота (Rörligt spärrkompani)
      - Брегови артилерийски батальон (Kustartilleri bataljon)
      - Брегова егерска рота (Kustjägarkompani)

Западен военен окръг (Västra militärområdet (Milo V) (Шьовде)
- Военноморско командване на Западния бряг (Västkustens Marinkommando, MKV) (ВМБ Гьотеборг)
- Военноморски снабдителен батальон Запад (Marinkommandounderhållsbataljon Väst)
- Батальони на военноморските бази (Basbataljoner)
- Военноморско съединение (Flottan)
  - 18-и Дивизион патрулни катери (18. Patrullbåtsdivisionen)
  - Отряд подводници (Ubåtsförband)
  - 6-и Дивизион минни кораби (6. Minkrigsavdelningen)
  - 2-ри Вертолетен дивизион (2. Helikopterdivisionen)
- Брегова артилерия (Kustartilleri)
  - 5-а Брегова артилерийска бригада (Kustartilleri Brigad 5)
    - Баражен батальон Бьоркьо (Spärrbataljon Björkö)
    - Баражна рота Мащранд (Spärrkompani Marstrand)
    - Мобилна баражна рота (Rörligt spärrkompani)
    - Брегова егерска рота (Kustjägarkompani)

  - 12-а Брегова артилерийска група (12. KA-gruppen)
    - Баражен батальон Люсекил (Spärrbataljon Lysekil)
    - Мобилен баражен батальон (Rörlig spärrbataljon)
    - Мобилна баражна рота (Rörligt spärrkompani)
    - Брегова егерска рота (Kustjägarkompani)

Военно командване Готлан (Gotlands Millitärkomando GMK) (Висбю)
- Военноморски сили
  - Брегова артилерия (Kustartilleri)
    - 6-а Брегова артилерийска бригада (Kustartilleri Brigad 6) (Форьосунд)
      - Баражен батальон Бьоркьо (Spärrbataljon Björkö)
      - Баражен батальон Шлите (Spärrbataljon Slite)
      - Баражна рота Люнгарн (Spärrkompani Ljungarn)
      - Баражна рота Капелхамншвикен (Spärrkompani Kappelhamnsviken)
      - Мобилен баражен батальон (Rörlig spärrbataljon)
      - Мобилна баражна рота (Rörligt spärrkompani)

Баражните батальони по правило включват поне една батарея тежки оръдия 120 мм и нагоре, една батарея 75 мм оръдия, минна рота, зенитно-артилерийска батарея, рота за охрана със стрелкови и минометни взводове, лодъчен взвод в щабната рота и разузнавателен взвод брегови егери. Към края на 80-те години започва развръщането и на роти, въоръжени с ПТУРС „AGM-114 Hellfire“. Освен посочените сили във всяко десантнозастрашено пристанище има минен взвод от състава на Отечествената гвардия.
След края на Студената война ВМС са силно съкратени, Най-съществената промяна настъпва в бреговата артилерия. Масовото навлизане на високоточни оръжия за поразяване прави фиксираните ѝ укрепления особено уязвими и така тя е трансформирана в Амфибиен корпус със в пъти по-малка численост. Първоначално се е предвиждало корпусът да включва три полка, но впоследствие е свит до днешната си численост от един амфибиен батальон и една самостоятелна катерна рота. Военноморската авиация на свой ред е изведена от състава на флота и включена в новосформираната самостоятелна Вертолетна флотилия на Отбранителната сила, заедно с вертолетните батальони на армейската авиация и вертолетните ескадрили за търсене и спасяване на ВВС. Корабният състав на флота също е силно редуциран, като по-голямата част от ракетните катери и подводниците и всички торпедни катери са изведени от състава му без замяна. Днес военноморските сили имат следната структура:

#### Военноморски тактически щаб
Военноморски тактически щаб (Marinens taktiska stab (MTS)) (Стокхолм)
- 1-ва Подводна флотилия (Första ubåtsflottiljen (1. ubflj)) (ВМБ Калскруна)
  - Командване на 1-ва Подводна флотилия (1. ubåtsflottiljflottiljledningen)
  - 11-и Подводен дивизион (11. ubåtsdivisionen)
    - 3 подводници клас „Готлен“ – КНВ „Готлен“, КНВ „Уплен“, КНВ „Хален“
    - 1 подводница клас „Сьодерманлен“ – КНВ „Сьодерманлен“

  - Спасителен кораб на подводници „КНВ Белус“ (HMS Belos Ubåtsräddningsfartyg)
  - Разузнавателен кораб „КНВ Орион“ (на военното разузнаване) (HMS Orion Signalspaningsfartyg)
- 3-та Морска бойна флотилия (Tredje sjöstridsflottiljen (3. sjöstridsflj)) (ВМБ Калскруна)
  - Командване на 3-та Морска бойна флотилия (3. sjöstridsflottiljledningen)
  - 31-ви Корветен дивизион (31. korvettdivision)
    - 3 корвети клас „Висбю“ – КНВ „Херньосан“ (K33), КНВ „Нюшьопин“ (K34), КНВ „Калщад“ (K35)
    - 2 ведети клас „Гьотеборг“ (преоборудвани от ракетни корвети, сходни с клас „Гевле“) – КНВ „Гьотеборг“ (K21), КНВ „Калмар“ (K23)
    - 3 патрулни катера тип 80 клас „Тапер“

  - 33-ти Миночистачен дивизион (33 minröjningsdivision)
    - 2 миночистача клас „Кощер“ – КНВ Винга (M75), КНВ Улвьон (M77)
    - 1 минен ловец и водолазен кораб клас „Шпорьо“ – КНВ Щуркьо (M14)

  - 34-ти Снабдителен дивизион (34. underhållsdivision)
    - 1 патрулен/ учебен кораб (бивш минен заградител) – КНВ „Карлскруна“ (Р04) (флагман на шведските ВМС)
- 4-та Морска бойна флотилия (Fjärde sjöstridsflottiljen (4. sjöstridsflj)) (ВМБ Берга, Стокхолм)
  - Командване на 4-та Морска бойна флотилия (4. sjöstridsflottiljledningen)
  - 41-ви Корветен дивизион (41. korvettdivision)
    - 2 корвети клас „Висбю“ – КНВ „Висбю“ (K31), КНВ „Хелсинбур“ (K32)
    - 2 корвети клас „Гевле“ – КНВ „Гевле“ (K22), КНВ „Сундсвал“ (K24)
    - 3 патрулни катера тип 80 клас „Тапер“

  - 42-ри Миночистачен дивизион (44 minröjningsdivision)
    - 3 миночистача клас „Кощер“ – КНВ „Кощер“ (M73), КНВ „Кулен“ (M74), КНВ „Вен“ (M76)
    - 1 минен ловец и водолазен кораб клас „Шпорьо“ – КНВ Шпорьо (M12)

  - 43-ти Снабдителен дивизион (43. underhållsdivision)
    - 1 плаваща база клас „Академик Шулейкин“ – КНВ „Тросьо“ (А264)

  - 44-ти Водолазен дивизион (44. röjdykardivisionen) (Шредшвик)
    - 1 ведета клас „Йегарен“ – КНВ „Йегарен“ (V150)
- 1-ви Амфибиен полк (Amfibieregementet (Amf 1) (ВМБ Берга, Стокхолм)
  - 2-ри Амфибиен батальон (2. amfibiebataljonen)
    - Командна лодка борд 452[10] (модифицирана десантна лодка тип 90 за командира на батальона), десантно-снабдителен катер КНВ „Локе II“, 4 леки снабдителни лодки,[11] 3 катера на въздушна възглавница „Аероглисер 2000“ (Svävare 2000, британски модел Griffon 8100 TD), до 149 скоростни десантни лодки тип 90 от различни модификации,[12] до 100 лодки тип G, финландско производство,[13] 28 съчленени верижни БТР-а BvS 309.[14]

  - 17-а Охранителна лодъчна рота (17. bevakningsbåtskompani) (ВМБ Гьотеборг)
    - 1 минен ловец клас „Шпорьо“ като команден съд и 5 патрулни катера тип 80 клас „Тапер“

  - 132-ра Рота за сигурност (132. säkerhetskompani) (ВМБ Гьотеборг, военна полиция и контраразузнаване, част от Лейбгвардейския полк на армията, но прикрепена към ВМС)
- Военноморска база (Marinbasen (MarinB)) (ВМБ Калскруна)
  - Екипажна рота (Ekipagekompaniet) (базирана в Карлскруна с изнесени подразделения в Гьотеборг и Берга, включва спомагателните кораби като пристанищни буксири, противопожарни катери, торпедоловни катери и т.н.)
  - Морски информационен батальон (Sjöinformationsbataljonen) (за морско радиотехническо наблюдение)
  - Базов батальон (Basbataljonen)
  - Военноморска част за предна тилова поддръжка (Rörlig marin UnderhållsLedning) (на английски Forward Naval Support Unit (FNSU), осигурява тиловата поддръжка в международни операции, като тези в Средиземно море и край Африканския рог, включва един складов и два снабдителни взвода)
- Морско бойно училище (Sjöstridsskolan) (ВМБ Калскруна и Ханинге, Стокхолм)

Според актуалния план за развитие на въоръжените сили основните сили на ВМС ще включват четири подводни лодки, седем ракетни корвети и седем противоминни кораба.

### Oтечествена гвардия – Национални сили за защита
Oтечествена гвардия – Национални сили за защита (на шведски: Hemvärnet – nationella skyddsstyrkorna) е териториалната отбрана на Кралство Швеция. Създадена е като резерв на армията. През 2000 г. оперативната структура на гвардията е разпусната. Така батальоните на организацията са групирани в групи за обучение, прикрепени към подразделения на редовните сили. Това подчинение е административно и не засяга тяхната подготовка. Така например батальоните на отечествената гвардия, прикрепени към Командния полк не са свързочни, батальоните, прикрепени към Медицинския център на отбраната не са медицински, батальоните прикрепени към Военноморската база не са логистични, тези прикрепени към Вертолетната флотилия не са вертолетни или авиотехнически, а тези, прикрепени към Южносканския полк не са механизирани. Това административно подчинение е с цел силите на гвардията да имат достъп до командната свързочна система на въоръжените сили. Начело на гвардията стои офицер със звание бригаден генерал и длъжност шеф на Кралската отечествена гвардия (Rikshemvärnschefen).
Гвардията, както личи от наименованието ѝ, е организирана на териториален принцип. Взводовете ѝ са прикрепени към малки населени места. Местните резервисти познават добре територията и са натоварени с отбраната на важни обекти, като кръстовища, пристанища, пречиствателни станции, електроцентрали, комуникационни обекти и т.н. Взводовете са групирани в роти, покриващи близки общини, а две до четири роти формират батальон. Освен териториалните роти, батальоните включват и специализирани подразделения, като разузнавателни взводове, роти за бързо реагиране, авиационни взводове с по един лекомоторен цивилен самолет за свръзка и наблюдение, катерни роти и т.н. Между един и четири батальона на гвардията са обединени в 22 учебни групи, прикрепени към подразделения на редовните сили. Отечествената гвардия е организирана, както и останалите видове въоръжени сили в четири военни региона, натоварени както с оперативното управление на силите по отношение на защита на суверенитета и териториалната цялост на Кралството, така и по оказване на помощ на гражданските и полицейски власти и населението при извънредни ситуации и бедствия, и в този смисъл Гвардията изпълнява функции и на жандармерия и гражданска защита, подчинена на Министерството на правосъдието.
Основните сили на Гвардията са лека пехота, от която около 5000 бойци са в подразделения (роти и взводове) с повишена готовност. Освен тях има специализирани подразделения, групирани в организации в състава на Гвардията:
- Доброволен авиационен корпус (Frivilliga Flygkåren – FFK)
- Военновъздушни доброволци (Flygvapenfrivilliga – FVRF)
- Доброволен мотоциклетен корпус (Frivilliga motorcykelkåren – FMCK)
- Доброволна радиоорганизация (Frivilliga radioorganisationen – FRO)
- Шведска организация за отбранително обучение (Svenska Försvarsutbildningsförbundet – FBU), медицински и ЯХБЗ подразделения
- Шведски клуб за служебни кучета (Svenska Brukshundklubben – SBK)
- Шведски кралски автомобилен корпус (Sveriges Bilkårers Riksförbund – SBR)
- Шведска кралска женска организация на отбраната (Riksförbundet Sveriges lottakårer – SLK)
- Морски отбранителен корпус (Sjövärnskåren – SVK), транспорт и защита на архипелага

#### Организация на силите
| Командване на Отечествената гвардия (Стокхолм) | Командване на Отечествената гвардия (Стокхолм)                                                                  | Командване на Отечествената гвардия (Стокхолм)                                                        | Командване на Отечествената гвардия (Стокхолм) | Командване на Отечествената гвардия (Стокхолм) | Командване на Отечествената гвардия (Стокхолм) |
| ---------------------------------------------- | --- | --- | ---------------------------------------------- | ---------------------------------------------- | ---------------------------------------------- |
|                                                | Бойно училище на Отечествената гвардия (Hemvärnets stridsskola – HvSS) (Велинге)                                | |                                                |                                                |                                                |
|                                                | Военен регион Север (Militärregion Nord – MR N) – щаб в 19-и Пехотен полк „Северна Ботния“ (Буден)              | |                                                |                                                |                                                |
|                                                | | Обхваща провинциите Северна Ботния, Западна Ботния, Йемтлан и Западен Норлан                          |                                                |                                                |                                                |
|                                                | Прикрепена към                                                                                                  | Учебна група                                                                                          | Подразделение                                  | Наименование                                   | Местоположение                                 |
|                                                | 19-и „Североботнически“ пехотен полк                                                                            | Лапландска егерска група                                                                              | 10-и Батальон на ОГ                            | Лапландски егерски батальон                    | Кируна                                         |
|                                                | | | 11-и Батальон на ОГ                            | Граничен егерски батальон                      | Каликс                                         |
|                                                | | Североботническа група                                                                                | 12-и Батальон на ОГ                            | Североботнически батальон                      | Буден                                          |
|                                                | | Западноботническа група                                                                               | 13-и Батальон на ОГ                            | Западноботнически батальон                     | Юмео                                           |
|                                                | | Полева егерска група                                                                                  | 14-и Батальон на ОГ                            | Полеви егерски батальон                        | Йостерсун                                      |
|                                                | | Северозападна група                                                                                   | 15-и Батальон на ОГ                            | Енгерманландски батальон                       | Херньосан                                      |
|                                                | | | 16-и Батальон на ОГ                            | Меделпадски батальон                           | Херньосан                                      |
|                                                | Военен регион Център (Militärregion Mitt – MR M) – щаб в Лейбгвардейския полк (Кунгсенген, северно от Стокхолм) | |                                                |                                                |                                                |
|                                                | | Обхваща столицата Стокхолм и провинциите Упсала, Шьодерманлан, Готлан, Вестманлан, Даларна и Гевлебур |                                                |                                                |                                                |
|                                                | Лейбгвардейски полк                                                                                             | Далска полкова група                                                                                  | 17-и Батальон на ОГ                            | Далски батальон                                | Фалун                                          |
|                                                | | Гевлебурска група                                                                                     | 18-и Батальон на ОГ                            | Гевлебурски батальон                           | Гевле                                          |
|                                                | | Лейбгвардейска група                                                                                  | 23-ти Батальон на ОГ                           | Атундаленски батальон                          | Кунгсенген                                     |
|                                                | | | 24-ти Батальон на ОГ                           | Стокхолмски батальон                           | Кунгсенген                                     |
|                                                | | | 25-и Батальон на ОГ                            | Телихюски батальон                             | Кунгсенген                                     |
|                                                | | | 26-и Батальон на ОГ                            | Йервански батальон                             | Кунгсенген                                     |
|                                                | Команден полк                                                                                                   | Упленска и вестманленска група                                                                        | 21-ви Батальон на ОГ                           | Упленски батальон                              | Еншьопин                                       |
|                                                | | | 22-ри Батальон на ОГ                           | Вестманленски батальон                         | Еншьопин                                       |
|                                                | | Сьодерманленска група                                                                                 | 27-и Батальон на ОГ                            | Сьодерманленски батальон                       | Щреннес                                        |
|                                                | Амфибиен полк                                                                                                   | Сьодертьорнска група                                                                                  | 28-и Батальон на ОГ                            | Рослагски батальон                             | Ханинге                                        |
|                                                | | | 29-и Батальон на ОГ                            | Сьодертьорнски батальон                        | Ханинге                                        |
|                                                | | Готленска група                                                                                       | 32-ри Батальон на ОГ                           | Готленски батальон                             | Висбю, Ханинге                                 |
|                                                | Военен регион Юг (Militärregion Syd – MR S) – щаб в 7-и Брониран полк „Южна Скания“ (Ревинге)                   | |                                                |                                                |                                                |
|                                                | | Обхваща провинциите Скания, Блекинге, Кроноберг, Йоншьопинг, Калмар и Източен Готлан                  |                                                |                                                |                                                |
|                                                | Вертолета флотилия                                                                                              | Лейбгренадирска група                                                                                 | 30-и Батальон на ОГ                            | 1-ви Лейбгренадирски батальон                  | Линшьопин                                      |
|                                                | | | 31-ви Батальон на ОГ                           | 2-ри Лейбгренадирски батальон                  | Линшьопин                                      |
|                                                | 2-ри „Готски“ Инженерен полк                                                                                    | Северносмоленска група                                                                                | 33-ти Батальон на ОГ                           | Северносмоленски батальон                      | Екшьо                                          |
|                                                | Военноморска база                                                                                               | Калмарска и крунобергска група                                                                        | 34-ти Батальон на ОГ                           | Калмарски батальон                             | Калмар                                         |
|                                                | | | 35-и Батальон на ОГ                            | Крунобергски батальон                          | Векшьо                                         |
|                                                | | Блекингска група                                                                                      | 36-и Батальон на ОГ                            | Блекингски западен батальон                    | Калшкруна                                      |
|                                                | | | 37-и Батальон на ОГ                            | Блекингски източен батальон                    | Калшкруна                                      |
|                                                | 7-и „Южносконски“ Брониран полк                                                                                 | Сконска група                                                                                         | 46-и Батальон на ОГ                            | Южносконски батальон                           | Ревингехед                                     |
|                                                | | | 47-и Батальон на ОГ                            | Малмьохюски батальон                           | Малмьо                                         |
|                                                | | | 48-и Батальон на ОГ                            | Сконски драгунски батальон                     | Хелсинбур                                      |
|                                                | | | 49-и Батальон на ОГ                            | Северносконски батальон                        | Ревингехед                                     |
|                                                | Военен регион Запад (Militärregion Väst – MR V) – щаб в 4-ти Брониран полк „Скарабур“ (Шьовде)                  | |                                                |                                                |                                                |
|                                                | | Oбхваща провинциите Западен Готлан, Халан, Йоребру и Вермлан                                          |                                                |                                                |                                                |
|                                                | 3-ти „Лейбхусарски полк“ Кавалерийски полк                                                                      | Йоребру-вермленска група                                                                              | 19-и Батальон на ОГ                            | Вермленски батальон                            | Калщад                                         |
|                                                | | | 20-и Батальон на ОГ                            | Санахедски батальон                            | Йоребру                                        |
|                                                | 4-ти „Скарабурски“ Брониран полк                                                                                | Скарабурска група                                                                                     | 38-и Батальон на ОГ                            | Кински батальон                                | Шьовде                                         |
|                                                | | | 39-и Батальон на ОГ                            | Кокински батальон                              | Шьовде                                         |
|                                                | | Бухюсдалска група                                                                                     | 40-и Батальон на ОГ                            | Бухюски батальон                               | Шредшвик                                       |
|                                                | Медицински център на отбраната                                                                                  | Елфсбурска група                                                                                      | 41-ви Батальон на ОГ                           | Южен гьотеборгски батальон                     | Гьотеборг                                      |
|                                                | | | 42-ри Батальон на ОГ                           | Северен гьотеборгски батальон                  | Гьотеборг                                      |
|                                                | | | 43-ти Батальон на ОГ                           | Батальон на гьотеборгския архипелаг            | Гьотеборг                                      |
|                                                | | | 44-ти Батальон на ОГ                           | Елфсбурски батальон                            | Гьотеборг                                      |
|                                                | 6-и Полк за въздушна отбрана                                                                                    | Халенска група                                                                                        | 45-и Батальон на ОГ                            | Халенски батальон                              | Хамщад                                         |

## Политика
За разлика от Дания, Швеция не участва много активно в европейската политика през Средновековието. Традиционното ѝ съперничество с Дания (и особено след унията на Дания с Норвегия) я изолира по море от Европа, а след серия от династични бракове с Калмарската уния цяла Скандинавия, заедно с Финландия, Фарьорските острови, Исландия и Гренландия попада под датско господство.ървата по-сериозна намеса в делата на континента става по време на Тридесетгодишната война между католици и протестанти, при която шведската армия е най-голямата военна сила в протестантския лагер и намесата ѝ във войната до голяма степен допринася за каузата на лутераните и за Вестфалския мир. По същото време Свещената Римска империя е разкъсвана от междуособици и Швеция се превръща в основната политическа сила в Северна Европа в истрорическия период, известен като Ерата на велика сила (на шведски: Stormaktstiden, между 1611 и 1718 година). Но страната не разполага с икономическите и човешките ресурси да запази своите позиции и директната конфронтация със зараждащата се сила на Руското царство води до загубата на владенията ѝ по балтийското крайбрежие, с изключение на тези в същинска Швеция и Померания. Финландия, неделима част от Швеция, е загубена през 1809 г. след нахлуването на руската армия.
Новата владетелска династия, основана от френския маршал Бернадот приема политика на неутралитет, като последният случай, в който Швеция официално води военни действия е 1814 г., когато шведската армия нахлува в Норвегия, за да установи контрол над държавата, след като с договора от Кийл датският крал Фредерик VI официално се отказва от Норвегия, предавайки я във владение на шведския крал Карл XIII, но престолонаследникът на Дания-Норвегия Кристиан Фредерик (бъдещият датски крал Кристиан VIII) вдига в качеството си на вице-крал на Норвегия страната на въоръжен отпор срещу шведската анексия. Войната е ограничена и след нея Швеция не е участвала във военни действия. Изключение правят международни мироопазващи операции, основно под егидата на ООН.
Съществуват два вида неутралитет – „слаб“ и „въоръжен“. В първия случай страната поддържа сравнително малобройни въоръжени сили с малка огнева мощ и избягва да се въоръжава с модерно въоръжение. По такъв начин не представлява потенциална заплаха за съседите си. Швеция избира втората политика – на въоръжен неутралитет. При него се разчита на многобройна наборна армия, въоръжена с модерно и мощно въоръжение, произведено в максимална степен в рамките на възможното от собствения военно-промишлен комплекс на страната, разработен за да не зависи страната от чуждестранни оръжейни доставки, които в случай на война и блокада могат да бъдат прекъснати. Така кралството става пример за малка по отношение на население и икономика страна, която в максимална степен задоволява своите оръжейно-отбранителни нужди. Формално Швеция продължава да се придържа към тази своя политика, но в действителност след края на Студената война с настъпилите съкращения във военните разходи, отмяната на наборната военна служба и закриването на редица оръжейни производства или продажбата им на международни военно-промишлени концерни Швеция неофициално се преориентира към слаб неутралитет. По думите на официални лица като бившите висши командващи на въоръжените сили, генералите Сверкер Йорансон и Хокон Сьорен армията на страната вече не е в състояние да изпълни конституционните си задължения по гарантиране на суверенитета и териториалната цялост в случай на масирана външна агресия.
Във външнополитическо отношение страната е определяна от световните експерти в сферата на международните отношения, наред с останалите северноевропейски страни, като ентусиазиран и традиционен участник в мироопазващите контингенти на Организацията на обединените нации, така наречените „сини каски“. Освен това от 1995 г. Швеция е страна-член на Европейския съюз и участва в негови операции, като тези в Босна и Херцеговина, Косово и Македония. Швеция е основен и дългогодишен фактор и на инициативата за Северноевропейски отбранителен съюз. Този политически процес няма практически успехи и не предотвратява анексирането на балтийските републики от СССР през 1940 г., Зимната война между Финландия и Съветския съюз, както и окупацията на Дания и Норвегия от страна на Третия райх. Самата Швеция успява да отстои своя суверенитет по време на Втората световна война от една страна благодарение на въоръжения си неутралитет, а от друга, чрез икономическо сътрудничество с Райха. След края на войната усилията за създаване на Северноевропейски отбранителен съюз стават напразни и неосъществими. От една страна Дания и Норвегия на свой ред се отказват от своите политики на неутралитет и стават две от страните основателки на НАТО, от друга Финландия е принудена да води политика на неутралитет, благоразположен към Съветския съюз, от трета след края на войната балтийските републики остават в състава на СССР, а към това се прибавя и включването на Полша и Източна Германия в Социалистическия блок, доминиран от Москва. Така Швеция запазва своя въоръжен неутралитет между двата лагера в Студената война. Разсекретени документи обаче разкриват, че между кралството и Съединените щати са постигнати договорености за сътрудничество. Още в началото на Студената война САЩ снабдяват кралството с модерна апаратура за разузнаване, която да бъде използвана за наблюдение на Съветския съюз, като шведски самолет тип Douglas DC-3 с такова оборудване е свален от съветски изтребители над Балтийско море през 1952 г. Освен това американците оказват подкрепа в развитието на шведския военно-промишлен комплекс, продавайки висши технологии в сферата на реактивните двигатели и радио-електрониката, а шведски учени участват в развитието на американските балистични ракети Поларис. Освен това в случай на избухването на въоръжен конфликт между двата лагера американски стратегически подводници, въоръжени с балистични ракети с ядрени бойни глави, се е предвиждало по плановете на НАТО да влязат през контролираните от организацията протоци Скагерак и Категат в Балтийско море, от където, разположени в близост до шведското крайбрежие да заемат огневи позиции за обстрел на основните населени центрове на Съветския съюз – Ленинград и столицата Москва, под прикритието на шведските военноморски сили.
След края на Студената война настъпва период на намаляване на напрежението в международната политика, но политиката по превъоръжаване на Руската федерация и особено интервенцията ѝ в Украйна създават отново силни притеснения в държавите от региона и политическите преобразувания на картата на региона за пръв път правят възможно изграждането на Северноевропейски отбранителен съюз. Министрите на отбраната на Норвегия, Швеция, Дания, Финландия и външния министър на Исландия подписват обща декларация в този дух на 9 април 2015 г. Към северноевропейското сътрудничество в сферата на отбраната са близки и балтийските републики (членове на НАТО и ЕС), сътрудничещи си със скандинавските страни и Финландия, както и Полша, също член на НАТО и ЕС, и водеща тясна и интензивна външна политика със Скандинавия, в която има своя голяма диаспора и тесни икономически връзки.
Макар Швеция да не е член на НАТО, страната тясно си сътрудничи с организацията. Въоръжените сили на страната са изградени по стандартите ѝ, участват в нейни операции, като тази в Афганистан, тяхната военната техника и оборудване, включително и произвежданата в Швеция, отговаря на техническите стандарти на Пакта, което способства както за съвместимостта по време на съвместни операции, така и за експорт, а изострената международна политическа обстановка в Европа отново изважда на дневен ред в Швеция дебата за членство на държавата в НАТО, като процентът на поддръжниците расте и е възможно при задълбочаване на несигурността в региона за пръв път те да станат мнозинство.